# 法霖
法霖（ほうりん、1693年（元禄6年）- 1741年11月24日（寛保元年10月17日））は、江戸時代中期の浄土真宗本願寺派の僧。日渓法霖、正崇寺法霖とも呼ばれる。西本願寺学林4世能化を務めた。諱は慧琳。号は日渓・松華子。諡は演暢院。

## 概要
紀伊国海部郡に生まれる。父は佐竹忠蔵。1709年（宝永6年）に17歳で出家し、19歳で法然の『選択本願念仏集』を講義した。1718年（享保3年）26歳の時、本山西本願寺の学林に入門し、第３代能化若霖に師事して副講に任じられ、若霖の自坊、近江国正崇寺（滋賀県日野町）を継ぐ。1731年（享保16年）、華厳宗の鳳潭との論争に際しては、『浄土折衝編』を著して鳳潭に反駁した。
翌1732年（享保17年）の師の没後、1736年（元文元年）に学林4世能化に就任。1738年に「学林法制5条」を制定、また『日渓学則』を著し学林の基礎を整備するが、1741年（寛保元年）に急死した（後述のように自殺説あり）。
弟子に僧樸がいる。
彼の死後13年にわたる空白を経て、第5代能化に義教が就任した。
近江日野の正崇寺には本山からの帰途、駕籠の中で書かれたという遺偈が残されている。

## 著書
- 『日渓学則』真宗学方法論の手引書。荻生徂徠の影響が見られる。[4]
- 『浄土折衝編』
- 『笑螂臂』（しょうろうひ）[5]
- 『方便法身義』 - 死後、智暹に批判されたことで明和の法論が起きる。

## 逸話
- 死因については、時の西本願寺宗主・湛如が病に臥した際、裏方やその実家である閑院宮家が病気平癒のための祈祷をさせたため、法霖が「宗主自らが祈祷で病気が平癒したとなれば神祇不拝を旨とする宗義に大変な混乱が生じる」と諭し、やがて湛如が自ら命を絶つと、法霖もまた京都から日野正崇寺に帰る駕籠の中で割腹自殺したという話が伝わっている[6]
- 「日渓法霖和上の遺偈」は節談説教の演題にもされる。[7]
- 学林の講義においては、書物などを見ずに経典・論釈を暗誦することが常であり、経文を急に忘れても頭のツボを押さえるとたちまち思い出したという。そのため、西本願寺に所蔵されている法霖の肖像画も右手の指で頭を押さえる法霖が描かれている。
- 学僧たちが食事の時に唱える「対食偈」（たいじきのげ）を作った[8]。